# Pamelaescincus gardineri
Pamelaescincus gardineri — вид сцинкоподібних ящірок родини сцинкових (Scincidae). Ендемік Сейшельських островів. Це єдиний представник монотипового роду Pamelaescincus.

## Поширення і екологія
Pamelaescincus gardineri поширені на Внутрішніх Сейшельських островах. Вони живуть в сухих і вологих тропічних лісах, серед опалого листя. Зустрічаються на висоті до 1600 м над рівнем моря.

## Збереження
МСОП класифікує стан збереження цього виду як близький до загрозливого. Pamelaescincus gardineri загрожує хижацтво з боку інтродукованих безхвостих тенреків (Tenrec ecaudatus) і знищення природного середовища.